# بريجيت نتياموه
بريجيت نتياموه (بالفرنسية: Brigitte Ntiamoah)‏ هي عداءة مسافات قصيرة فرنسية ولدت في يوم 5 مارس 1994 في مدينة ميلوز. أبرز انجازاتها هو فوزها بالميدالية الفضية في بطولة أوروبا لألعاب القوى 2016 في أمستردام في سباق 4*400 متر.